# عارف سعيد
عارف سعيد (30 أغسطس 1967 في باكستان - )  (بالإنجليزية: Arif Saeed)‏ هو لاعب كريكت بريطاني. لعب مع Essex Cricket Board ‏.